# 李简 (元朝)
李简，字蒙斋，元朝信都（今河北省衡水市）人。
李简约在1240年前后，居住在山东莱芜，对《易学》进行了深入研究。两年后，他从莱芜至东平，围绕《易学》博览群书，与研究《易学》的北方学者进行探讨。后来，李简又至泰安。蒙哥时担任泰安州通判。他写成《学易记》九卷。《学易记》在中统年间刊印刻本，在《学易记·原序》中，李简提到中统建元庚申（1260年）写成。
诗作《登封台》：
绝顶登封驻此台，诸侯玉帛走如雷。
珠帘乍卷红云拥，清跸声中翠辇来。